# جون لوغان (سياسي)
جون لوغان (بالإنجليزية: John Logan)‏ هو قاضي ومحامي وسياسي أمريكي، ولد في 1747 في فرجينيا في الولايات المتحدة، وتوفي في 1 يوليو 1807 في فرانكفورت في الولايات المتحدة.